# Миза Колга
Миза Колга (ест. Kolga mõis, нім. Kolk) — колишній дворянський маєток знаходиться на північі  Естонії в  волості Куусалу повіту Харьюмаа.

## Історія

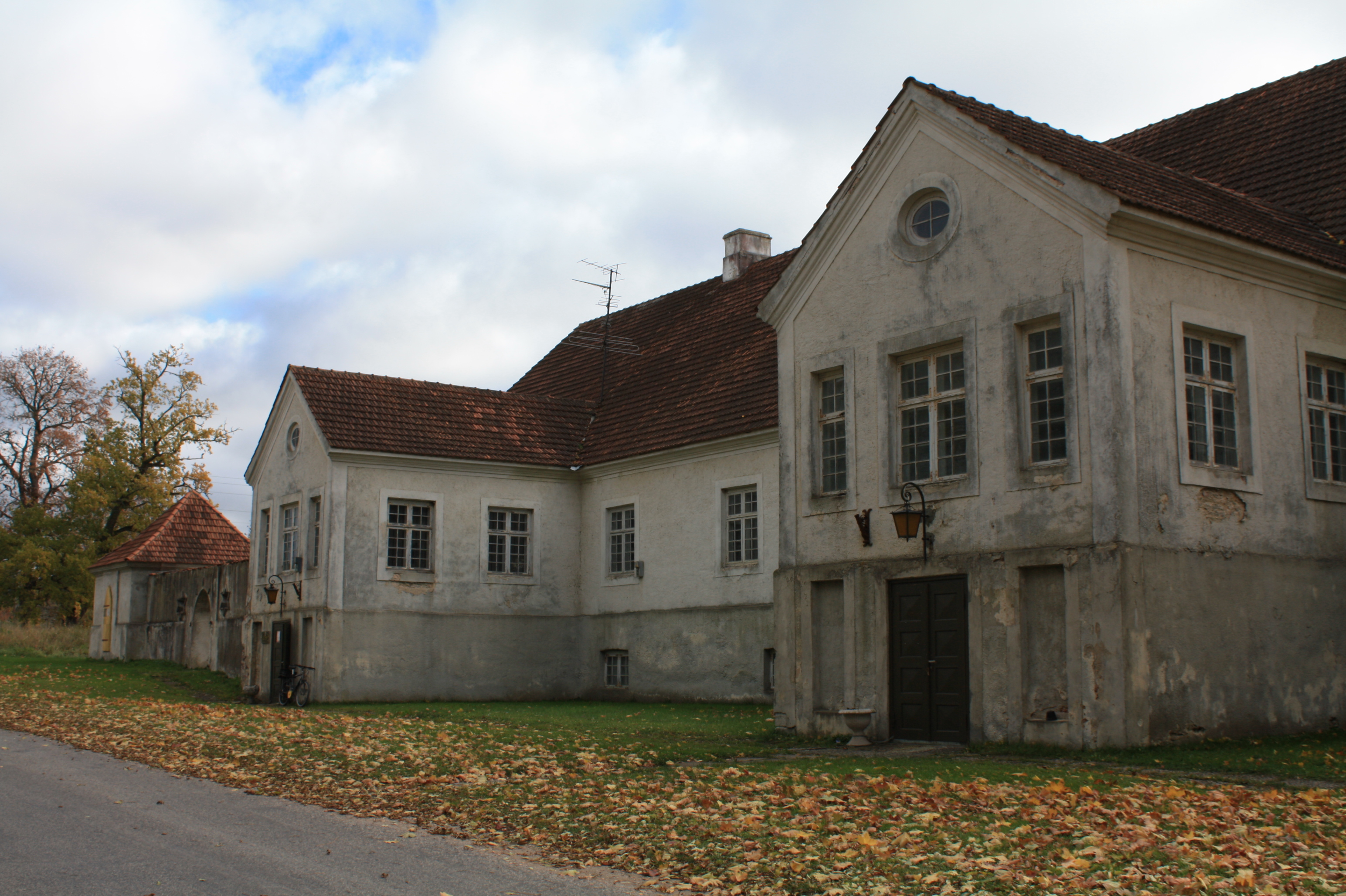
Будинок керуючого

У 1230 р. данський король віддав землі навкруги Колги монастирю (Sancta Maria de Guvnalia in Roma), що знаходиться на острові Готланд. По всій імовірності незабаром після цього було зведено мизу Колга як центр володінь, і згадується вона вже в 1298 р.
 Середньовічна миза була вибудувана як кам'яна фортеця, яку охороняла округла гарматна вежа. Фортеця була перетворена на руїни під час  Лівонської війни і мабуть остаточно зруйнована при будівництві садибного комплексу в XVII столітті.
В 1581 р. шведський король Юхан III подарував Колга і прилеглі території знаменитому  шведському  полководцю  Понтусу Делагарду.
В 1658 р. миза по споріднених зв'язках перейшла у володіння відомої  дворянської родини Стенбоків. Центр садиби належав Стенбокам до 1940 р., коли маєток  націоналізували.

## Архітектура

План садибного ансамблю

В 1642 р. було побудовано перший кам'яний будинок мизи, який, мабуть, був одноповерховим. У 1758—1768 рр. його було перебудовано в двоповерхову барокову будівлю. 

У 1820-х роках будівля зазнала істотної перебудови і набуло вигляду палацу в стилі класицизму, який зберігся до наших днів.
До фасаду будівлі додали видатні триповерхові центральну та бокові частини. Центральну частину прикрашає висока колонада з шістьма колонами. Видатні бічні частини прикрашені  арочними  венеціанськими вікнами.

## Маєток
До головного будинку в XVIII столітті було додано велику кількість додаткових будівель, які разом склали стильний архітектурний ансамбль. 

З головною будівлею були пов'язані два відгороджених закритих комплекси, так званих двори. 

Маленький закритий двір був за головною будівлею і його утворювали будинок управляючого, будинок прислуги і комора з арками. 

Великий двір був перед головною будівлею. По краях його були стайні, а навпроти головного будинку був каретний гараж (останній не зберігся). 

По краях дороги, яка веде до мизи від історичного шосе Таллінн — Нарва, були побудовані дві надворотні будівлі.
Господарські будівлі — хліви, стайні і т.і. перебували здебільшого на північний схід і північ від головної будівлі. На північний захід від палацу біля дороги, що вела до Лооле знаходилася прикрашена маленькими скульптурами кузня.

## Сучасність
На сегодяншній день садибний комплекс повернутий сім'ї Стенбоків. У реставрованих в 1980-90-х роках стайнях знаходиться готель, а в розташованому поруч із ним колишньому будинку керуючого — конференц-центр. В головній будівлі мизи діє ресторан.

## Приход
Згідно з історичним адміністративним поділом, миза Колга відноситься до  приходу Куусалу (ест. Kuusalu kihelkond).

## Ресурси Інтернета
- [Архівовано 28 серпня 2012 у Wayback Machine.]